# Le Fantôme de Frankenstein
Pour plus de détails, voir Fiche technique et Distribution.
Le Fantôme de Frankenstein ou Le Spectre de Frankenstein (The Ghost of Frankenstein) est un film américain réalisé par Erle C. Kenton, sorti en 1942. C'est la suite du film Le Fils de Frankenstein.
Le film fait partie de la série des Universal Monsters.

## Synopsis
En 1901, les habitants du village de Frankenstein sentent qu'ils sont sous une malédiction et attribuent tous leurs problèmes au monstre de Frankenstein. Les rumeurs circulent sur Ygor qui est toujours vivant et apparemment, en essayant de faire revivre le monstre. Les villageois  pressent le maire de leur permettre de détruire le château de Frankenstein. Ygor (Bela Lugosi) tente d'organiser une certaine résistance, mais les villageois se précipitent aux portes et commencent à détruire le château. Ygor, fuyant à travers les catacombes, trouve le monstre sorti de sa tombe et sulfuré par les explosions. L'exposition au soufre affaiblit la créature mais la préserve tout ensemble. Invisibles pour les villageois, Ygor et le monstre fuient le château et gagnent la campagne environnante; là, ils rencontrent un orage puissant. Le monstre est frappé par un coup de foudre, mais au lieu d'en être affecté, il semble être rajeuni. Ygor décide, afin de venir en aide à la créature, de trouver Ludwig, le deuxième fils du docteur Frankenstein.

## Fiche technique
- Titre original : The Ghost of Frankenstein
- Titre français : Le Fantôme de Frankenstein
- Réalisation : Erle C. Kenton
- Scénario : Scott Darling et Eric Taylor
- Montage : Ted Kent
- Production : George Waggner
- Société de production : Universal Pictures
- Distribution : Universal Pictures
- Pays de production :  États-Unis
- Langue : anglais
- Format : Noir et blanc - Son : Monophonique (Western Electric Recording) - 1,37:1 - Format 35 mm
- Genre : horreur
- Durée : 67 minutes
- Dates de sortie : 
  - États-Unis : 13 mars 1942
  - France : 10 août 1951

## Distribution
- Lon Chaney, Jr. : le monstre de Frankenstein
- Cedric Hardwicke (VF : Alexandre Von Sivers/Bernard Faure) : Dr. Ludwig Frankenstein, le fantôme d'Henry Frankenstein
- Ralph Bellamy : Erik Ernst
- Lionel Atwill : Dr. Theodore Bohmer
- Béla Lugosi : Ygor
- Evelyn Ankers : Elsa Frankenstein
- Janet Ann Gallow : Cloestine Hussman
- Barton Yarborough : Dr. Kettering
- Doris Lloyd : Martha
- Leyland Hodgson : Chief Constable
- Olaf Hytten : Hussman
- Holmes Herbert : Magistrate

## Autour du film
- Tout au long du film précédent, le monstre apparaît vêtu d'un pull-over sans manche, en fourrure. Y compris lorsqu'il est jeté dans la fosse de lave. Or au début de cet opus, le monstre sort de son châtiment vétu d'un costume noir avec cravate.

### Série de films
- Frankenstein  (1931)
- La Fiancée de Frankenstein
- Le Fils de Frankenstein
- Le Fantôme de Frankenstein
- Frankenstein rencontre le loup-garou
- La Maison de Frankenstein
- La Maison de Dracula
- Deux Nigauds contre Frankenstein